# Willey Glacier
Willey Glacier är en glaciär i Antarktis. Den ligger i Västantarktis. Argentina, Chile och Storbritannien gör anspråk på området. Willey Glacier ligger 306 meter över havet.
Terrängen runt Willey Glacier är kuperad österut, men västerut är den platt. Terrängen runt Willey Glacier sluttar brant västerut. Trakten är obefolkad. Det finns inga samhällen i närheten.